# بيدرو رودريغيز (دراج إكوادوري)
بيدرو رودريغيز (بالإسبانية: Pedro Rodríguez)‏ هو دراج كولومبي وإكوادوري، ولد في 18 أكتوبر 1966 في تولكان في الإكوادور.

## وصلات خارجية
- بيدرو رودريغيز على موقع أرشيف الدراجات (الإنجليزية)
- بيدرو رودريغيز على موقع إحصائيات الدراجات الإحترافية (الإنجليزية)
- بيدرو رودريغيز على موقع أوليمبيديا (الإنجليزية)